# Sauroglossum
Sauroglossum là một chi thực vật có hoa trong họ, Orchidaceae.